# Ətcələr (Sabirabad)
Ətcələr è un comune dell'Azerbaigian situato nel distretto di Sabirabad. Conta una popolazione di 1 210 abitanti.